# Duhový had

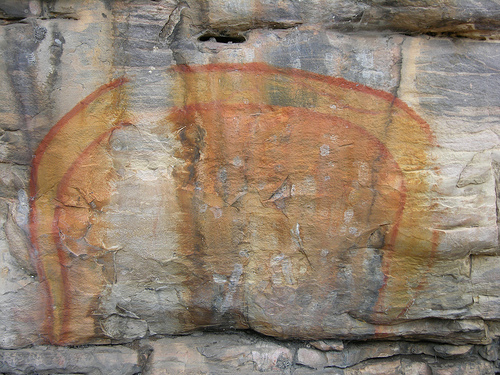
Původní skalní kresba, zobrazující duhového hada

Duhový had je bájný tvor, který zaujímá významné místo v mytologii Austrálců od prehistorických dob až po současnost.

## Had stvořitel a jeho zobrazení
Duhový had hraje v mýtech, náboženství a kultuře původních obyvatel Austrálie roli tvůrce a je spojován s plodností, úrodností a hojností. Jeho vyobrazení, které je obvykle kombinací dvou základních motivů – duhy a hada, se opakuje ve výtvarných projevech Austrálců po celá tisíciletí.

### Dárce života i ničitel

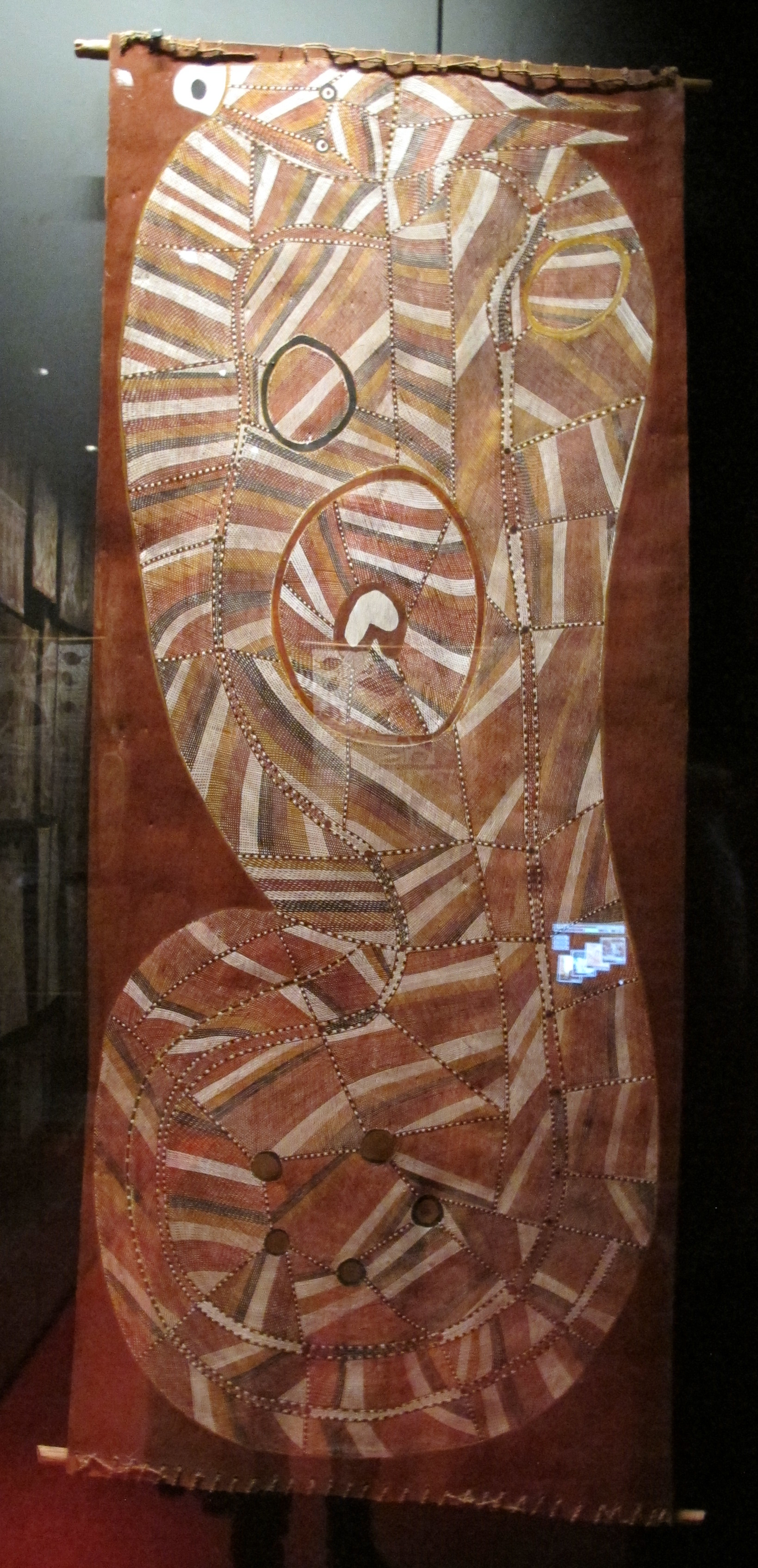
Duhový had - obraz australského umělce z roku 1991

„Víra v duhového hada, který je personifikací deště, plodnosti a úrodnosti, rozmnožitelem rostlin a živočichů, je rozšířena napříč celou Austrálií. Je stvořitelem lidského bytí, má životodárnou moc posílat duše zrození do všech pramenů, studní a jezer. Způsobuje blahodárný déšť, ale v případech, kdy je rozhněván, protože někdo porušil zákony či jinak zhřešil, také bouře a záplavy. Duhový had může vstoupit do člověka a obdařit ho magickými schopnostmi, ovšem může také vypustit do jeho těla své potomstvo v podobě malých duh, které tomuto člověku způsobí bolesti a smrt.“

### Had, který vychází z vody
Duhový had bývá v pověstech zpravidla líčen jako had mimořádné velikosti, který žije v hlubokých studních, řekách, jezerech či prohlubních pod vodopády. Z těchto míst se vynořuje ještě větší, než dosud, a v tu chvíli je možné ho spatřit jako temný pruh v Mléčné dráze. Lidem na Zemi se zjevuje v podobě duhy, která proniká skrz vodu a déšť. Tato duha – had prochází krajinou, přetváří ji a dává jména jednotlivým místům. Dokáže ale také požírat či topit lidi. Zasvěcené (šamany) posiluje s dává jim schopnosti uzdravovat či přivolat déšť, na jiné lidi však může seslat bolesti, vředy, nemoci a smrt.